# Estonská první republika
Estonská první republika (oficiálně Eesti Vabariik — zpočátku též starým pravopisem Eesti Wabariik — tedy „Estonská republika“, v dnešní estonské historiografii Eesti esimene vabariik či sõjaeelne Eesti Vabariik, tedy „estonská první republika“ či „předválečná Estonská republika“, v publicistice stručně Esimene vabariik, tedy „První republika“, nebo s využitím odlišení pravopisu Eesti Wabariik či jen Wabariik) byl státní útvar na území Estonska v letech 1918–1940.

## Vznik
Po porážce Švédska v Severní válce se Estonsko stalo součástí Ruského impéria, které postupně zesilovalo snahy o rusifikaci estonského obyvatelstva. Nárůst kulturního sebevědomí Estonců během národního obrození tak snadno přerostl v politický program vytvoření samostatného státu. Po Únorové revoluci v Rusku bylo dosud administrativně rozdělené estonské území sjednoceno do samosprávné gubernie, řízené ve vnitřních záležitostech zemským sněmem. Ten však po Říjnové revoluci a zhroucení dosavadní ruské moci bolševická ruská vláda 26. listopadu 1917 rozpustila. V reakci na to se zemský sněm 28. listopadu 1917 prohlásil za nejvyšší a suverénní zákonodárný orgán na estonském území do doby, než bude zvoleno nové zákonodárné shromáždění. Bolševici v odpověď zemský sněm rozehnali a přislíbili volby na počátek roku 1918. Avšak poté, co v těchto volbách jasně zvítězili zastánci estonské samostatnosti, byly výsledky voleb ruskou vládou anulovány.
Estonská politická reprezentace dále v ilegalitě připravovala vyhlášení estonské suverenity. Vhodná situace k tomuto kroku nastala po změně válečné situace v únoru 1918. Když 24. února ruská vojska opustila Tallinn před postupující armádou císařského Německa, ustavili estonští představitelé prozatímní vládu a vydali deklaraci o vzniku nezávislé Estonské republiky. Už 25. února však do Tallinnu vstoupila německá vojska a německé velení deklaraci anulovalo. Uzavřením brestlitevské mírové smlouvy 3. března byla Německu potvrzena vojenská přítomnost v Pobaltí, estonská prozatímní vláda však byla během května Británií, Francií a Itálií uznána za legitimní vládu nezávislého Estonska.
Když 11. listopadu uznalo Německo svou porážku v 1. světové válce podepsáním příměří v Compiègne, začaly se německé jednotky stahovat z Pobaltí. Sovětská vláda v tom viděla možnost získat kontrolu nad pobaltskými zeměmi a zahájila proti nim 13. listopadu rozsáhlou ofenzívu, v jejímž rámci 28. listopadu vkročila sovětská armáda na estonské území a vůči teprve vznikajícím a špatně vyzbrojeným estonským branným silám dobyla do konce roku celé východní a jihovýchodní Estonsko a dostala se na vzdálenost pouhých 34 km od Tallinnu.

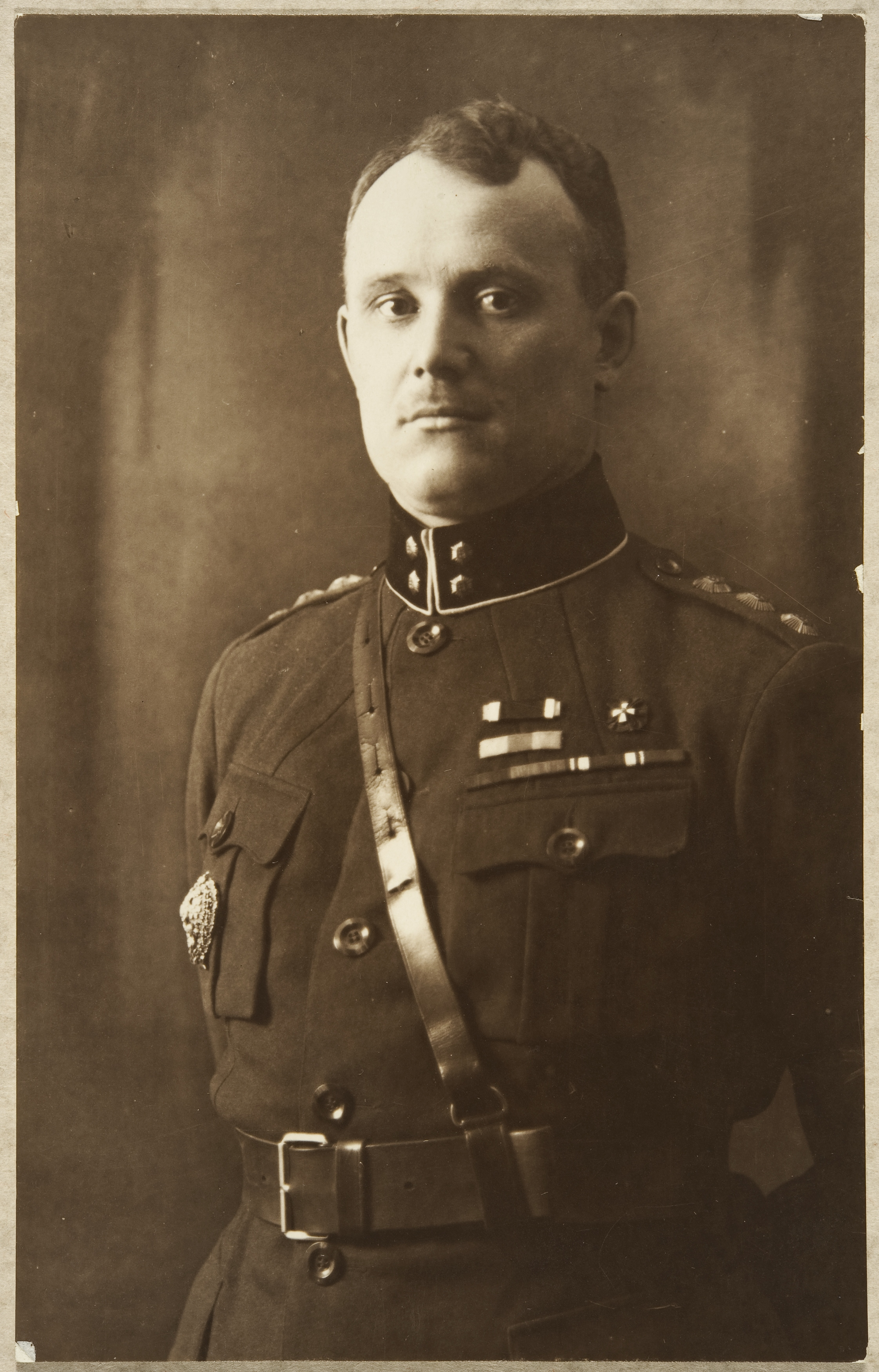
Generál Johan Laidoner v roce 1920

23. prosince 1918 byl vrchním velitelem estonských ozbrojených sil jmenován generál Johan Laidoner, který od estonské vlády obdržel zvláštní pravomoci k provedení všeobecné mobilizace a válečných rekvizic. Na pomoc Estonsku dorazila eskadra britských lehkých křižníků, které převzaly ochranu estonského pobřeží před sovětským loďstvem a estonským obráncům Tallinnu předaly několik dodávek zbraní, a k estonským silám se přidaly též oddíly dobrovolníků z Finska, Švédska a Dánska, a několik bělogvardějských jednotek. 4. ledna se Laidonerovi podařilo prolomit postupující frontu a zastavit bolševický postup. 6. ledna zahájily estonské ozbrojené síly protiofenzívu, kterou do 24. února osvobodily celé estonské území a navzdory výraznému posílení sovětských jednotek na estonské frontě postoupily hluboko na ruské území.
Proti vznikajícímu suverénnímu estonskému státu se postavila rovněž vládnoucí baltoněmecká vrstva. Zástupci baltských Němců Estonska a Livonska vyhlásili již 12. dubna 1918 samostatný Baltský stát, který se 5. listopadu spojil s Vévodstvím Kuronsko a Zemgalsko ve Spojené baltské vévodství, jež pod vedením říšského generála Rüdigera von der Goltze začalo budovat jako svou armádu Baltskou zeměbranu. Ta několikrát drobně zasáhla proti estonským — a souběžně za suverénní Lotyšsko bojujícím lotyšským — jednotkám již během roku 1918, avšak k rozhodujícímu střetnutí s ní došlo až 19.–23. června 1919 v bitvě o Cēsis, kde definitivně podlehla spojeným estonským a lotyšským jednotkám.
22. října zahájila novou mohutnou ofenzívu Rudá armáda. Ve dnech 18.–30. listopadu došlo v oblasti Narvy k nejtvrdším bojům celé estonské osvobozenecké války, avšak estonským jednotkám se podařilo udržet pozice. Když byl 30. prosince odražen poslední sovětský pokus o průlom, přistoupilo sovětské velení 3. ledna 1920 na příměří. 2. února 1920 pak byla v Tartu uzavřena mírová smlouva mezi Estonskem a sovětským Ruskem, která vytvořila předpoklad ke všeobecnému mezinárodnímu uznání samostatného Estonska a zajistila novému státu alespoň několik let klidu od ruské expanzivní politiky.

## Politické uspořádání
Ještě během války za nezávislost, krátce po odražení první sovětské ofenzívy, se 5.–7. dubna 1919 konaly první volby do Ústavodárného shromáždění (Asutav Kogu). Volební právo bylo všeobecné, bez omezení majetkem, původem nebo pohlavím. K volbám se dostavilo cca 80 % oprávněných voličů a zvolilo stodvacetičlenný zákonodárný sbor. Přibližně dvě třetiny mandátů získala levicově orientovaná politická uskupení, do Ústavodárného shromáždění se dostali též zástupci estonských Rusů a Němců, kteří dohromady tvořili cca 5 % obyvatelstva na estonskou vládou tehdy kontrolovaných územích.
Ústavodárné shromáždění se sešlo poprvé 23. dubna. Jeho předsedou byl zvolen sociální demokrat August Rei. Následně začala práce na estonské ústavě, která byla završena jejím přijetím 15. června 1920, a příprava rozsáhlé pozemkové reformy, která byla spuštěna zákonem přijatým 10. října 1919. Ve shodě s nově platnou ústavou ukončilo Ústavodárné shromáždění ke 20. prosinci 1920 svou činnost, načež v lednu převzal ústavodárnou již podle nové ústavy zvolený řádný parlament.

### Parlamentní demokracie 1920–1934
Ústavodárné shromáždění se z obavy o možnou koncentraci moci do rukou jedné osoby snažilo vyhnout samostatné instituci hlavy státu. Zákonodárnou moc představoval jednokomorový parlament (Riigikogu) složený ze stovky poslanců, výkonnou moc představovala parlamentem pověřená vláda. Jako zástupce republiky vystupoval navenek předseda vlády (Riigivanem).

### Autoritativní režim 1934–1940
Nová ústava, která vstoupila v platnost roku 1933, zavedla instituci hlavy státu v rozsahu prezidentské demokracie. Riigivanem nebyl nadále spjat s vládou, nýbrž byl určován přímou volbou a měl pravomoci jmenovat a odvolávat vládu, vést vnitřní a zahraniční politiku, i rozpouštět parlament.

## Kultura

### Oživení venkova
Jedním z prvních kroků nové vlády byla rozsáhlá pozemková reforma, při níž byly znárodněno více než tisíc panských sídel s polnostmi, lesy i přidruženým průmyslem. Do vlastnictví mladé republiky tak přešla téměř všechna půda někdejších velkovlastníků (v drtivé většině případů německých), což znamenalo přibližně 58 % veškeré estonské zemědělské půdy. Většina této půdy byla následně rozdělena bezzemkům. Celkem tak bylo založeno kolem 56 000 nových soukromých hospodářství.

### Kulturní autonomie menšin
Přibližně devět desetin (88 % na celém území, 92 % na území bez oblastí později připojených k Rusku) obyvatelstva meziválečné republiky tvořili Estonci. Z neestonského obyvatelstva bylo nejvíce Rusů (8 %), kteří obývali především Pečersko, Narevské předpolí a pobřeží Čudského jezera. Druhou nejpočetnější menšinou byli baltští Němci (1,5 %), sídlící zejména ve městech. Počtem následovali Švédové (1 %), obývající především západní pobřeží a ostrovy, rovněž zejména ve městech žijící Židé (0,5 %) a zejména při jižní hranici sídlící Lotyši (0,5 %).
Jakkoli se suverénní Estonsko zrodilo především z myšlenky národního státu Estonců, bylo už od svého vyhlášení postaveno na principiální rovnosti všech občanů bez ohledu na národnost, a tak bylo chápáno i většinou příslušníků menšin. Mnoho estonských Němců a Rusů bojovalo v estonské válce za nezávislost po boku Estonců proti Baltské zeměbraně i Rudé armádě. Po válce přijatá ústava i navazující zákony pak zaručily každému občanu právo svobodně rozhodnout o své národnostní příslušnosti, a národnostním menšinám právo na školní vzdělání v mateřském jazyce a na zakládání národnostně orientovaných kulturních spolků. V obcích, kde většinu obyvatel tvořila národnostní menšina, bylo zaručeno právo používat menšinový jazyk v samosprávě a místním úředním styku, a ústřední státní orgány byly povinovány přijímat písemnosti krom estonštiny též v ruštině, němčině a švédštině.
Zcela ojedinělým počinem pak bylo přijetí zákona o kulturní autonomii roku 1925. Ten umožňoval národnostním menšinám o alespoň třech tisících příslušníků (v okamžiku přijetí zákona to byli Rusové, Němci, Švédové, Židé a Lotyši) založit si vlastní kulturní samosprávu se statusem subjektu veřejného práva. Kulturní samospráva sestávala z konstituující kulturní rady (kultuurnõukogu), lidově nazývané „národní parlament“, výkonné kulturní vlády (kultuurvalitsus) a místních kulturních správ (kultuurhoolekogud). Do kompetence kulturní samosprávy patřil dohled nad veřejnými i soukromými školami a otázky kultury, sportu a mládeže. Financování veřejných škol pracujících v menšinovém jazyce přitom zaručoval až do středoškolského stupně stát, pro financování soukromých školy a kulturních institucí pak směly kulturní samosprávy v rámci zastupované menšiny stanovovat zvláštní daň. Rozhodnutí kulturních samospráv nepodléhalo státnímu schvalování, stát jen dohlížel na zachování všeobecného zákonného rámce.
Možnosti založení kulturní samosprávy podle zákona z roku 1925 využili estonští Němci a Židé. V meziválečné Evropě se jednalo o možnost tak ojedinělou, že se Židovský národní fond roku 1927 rozhodl zapsat Estonskou republiku do své Zlaté knihy za „historický počin, že skrze ni poprvé v dějinách židovského národa byla darována židovské menšině kulturní autonomie“.